# Ação basculante

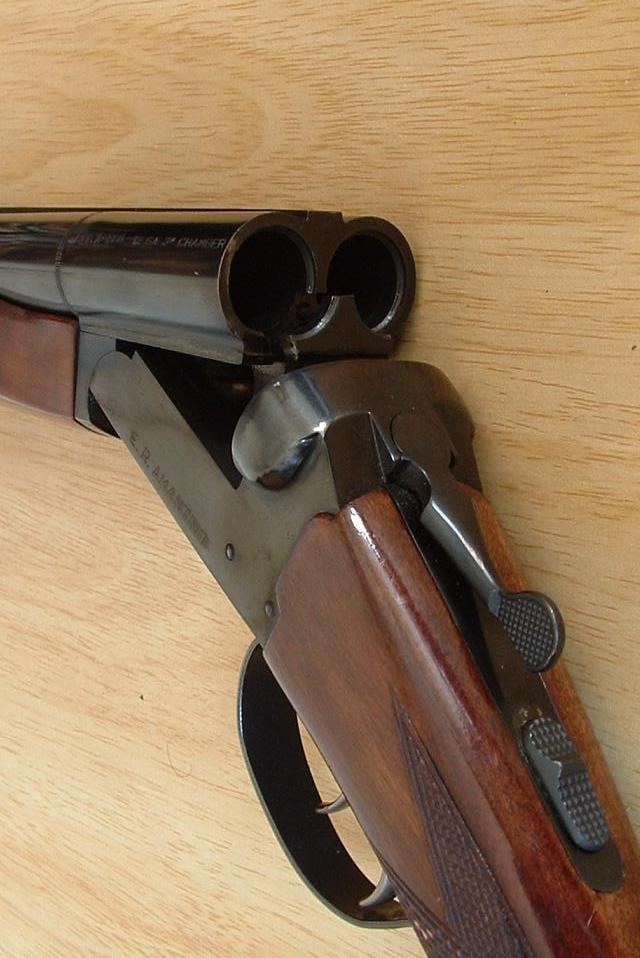
Vista de uma espingarda de cano duplo típica, em ação basculante pronta para ser recarregada.

A ação basculante (em inglês break action ou top-break), é um tipo de ação de arma de fogo na qual o cano ou canos, são articulados como uma porta com suas dobradiças e gira perpendicularmente ao eixo do cano para expor a culatra e permitir o carregamento e descarregamento de cartuchos manualmente. 

## Desenvolvimento
Esse tipo de ação para armas de fogo, foi patenteado em 30 de dezembro de 1858 (oficializada em 28 de junho de 1859) por Richard Archibald Brooman.
Essa patente menciona especificamente todos os sentidos para a ação basculante, para cima, para baixo e para os lados, essa última muito menos popular.
As mais conhecidas variantes da ação basculante são:
- Para baixo (break action)
- Para cima (tip-up action)

## Galeria

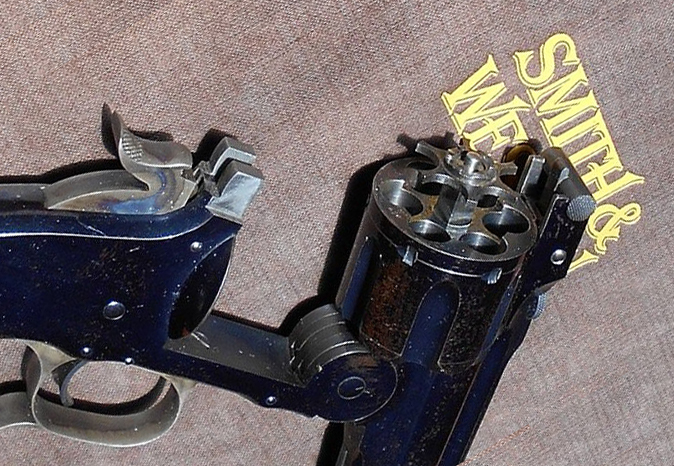
Um revolver de "ação basculante para baixo" (break action)
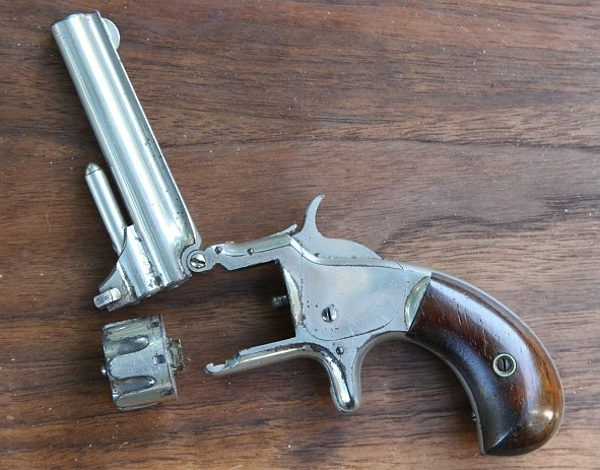
Um revolver de "ação basculante para cima" (tip-up action)

## Outras ações de armas de fogo
- Ação de ferrolho
- Ação de bloco cadente
- Ação de alavanca
- Ação de bombeamento
- Ação de ferrolho basculante
- Ação de bloco pivotante
- Ação semiautomática